# Джінейнет-Руслан
Джінейнет-Руслан (араб. جنينة رسلان) — місто в Сирії. Знаходиться в провінції Тартус, у районі Дрейкіш. Є центром однойменної нохії.
| Сирія | Це незавершена стаття з географії Сирії. Ви можете допомогти проєкту, виправивши або дописавши її. |